# Карантинна балка (Одеса)

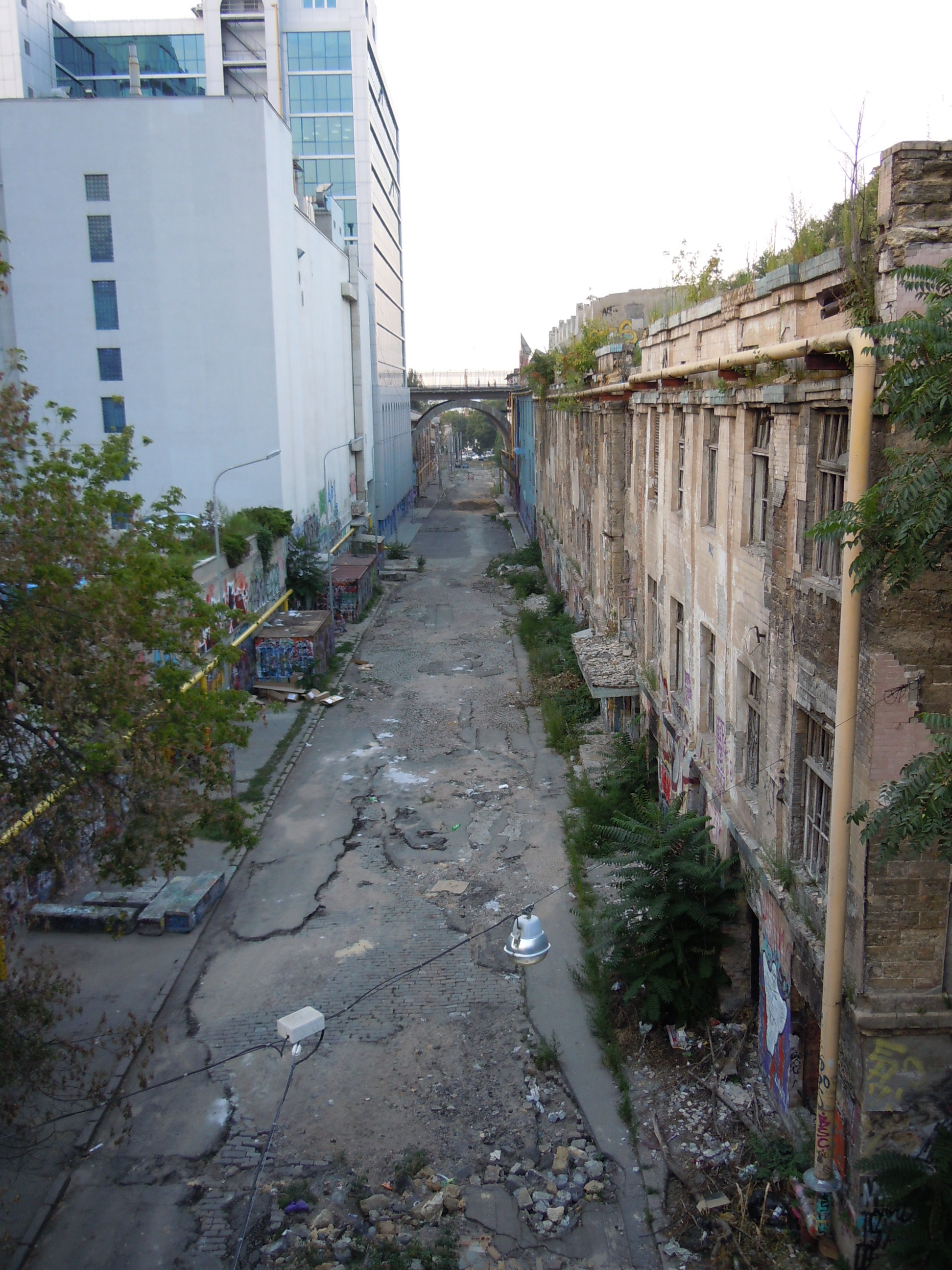
Сучасний вигляд балки

Карантинна балка, Карантинний яр, Новікова балка, Новіковська балка — балка міста Одеси, в якій розміщені ряд узвозів, основним із яких є Деволанівський узвіз (пролягає центром балки). Із боків до балки спускаються Карантинний узвіз (правий схил балки) і Польський узвіз (лівий схил).
Згідно із картою 1803 року Карантинна балка бере свій початок в районі Куликового поля і веде до Карантинної гавані порту, закінчуючись на Митній площі. Із часом місто забудовувалося а балка відповідно засипалася.
Раніше в балці існувало кілька водотоків. На схилах балки селилися переважно поляки, які розбудовували великі будинки із хлібними магазинами. Із часом балка була розділена на два струмки — лівий Польський і правий — Карантинний, із відповідними узвозами. Паралельно схилам балки були також збудовані вулиці із аналогічними назвами: Польська вздовж лівого схилу і Карантинна — вздовж правого.
У 1870-х роках дном балки був зведений колектор для води із криницею в кінці на Митній площі. Однак як виявилося, колектор не вміщував усю воду і вода потрапляла на вулицю, зведену дном балки.
Загалом через Карантинну балку було зведено сім мостів, від вулиці Базарної до Грецької. Перші чотири були із часом засипані, збереглися лише три: Новіков міст, Міст Коцебу та Строгановський міст, названі, відповідно, на честь купця Іллі Новікова, голови Одеського військового округу графа Пауля Коцебу, генерал-губернатора графа Олександра Строганова. Останній є найбільшим мостом, його довжина сягає 120 м а висота над Деволанівським узвозом — 13 метрів.
Протягом переважної частини своєї історії балка мала занедбаний стан, за що дістала в народі назву Канава.